# 松村務本

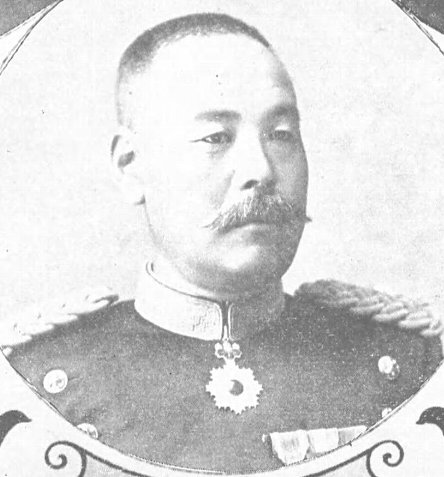
松村務本

松村 務本（まつむら かねもと、1853年2月5日（嘉永5年12月27日） - 1905年2月4日）は、日本の陸軍軍人。最終階級は陸軍中将。

## 経歴
金沢藩士、御膳番（300石）・松村八郎左衛門の二男として生まれる。戊辰戦争に従軍し、1871年、大阪教導大隊に入る。軍曹、曹長、少尉試補と昇進し、1873年9月、陸軍少尉任官。陸軍戸山学校、近衛歩兵第1連隊中隊長心得などを経て、1877年3月から9月まで西南戦争に出征した。
近衛歩兵第2連隊副官、歩兵第18連隊大隊長、仙台鎮台副官、第2師団参謀、将校学校監督官、歩兵第3連隊長などを歴任し、日清戦争には第6師団参謀長として出征し、威海衛攻略に従軍。近衛師団司令部付、同師団参謀長などを経て、1897年9月、陸軍少将に進級。
台湾守備混成第2旅団長を経て、日露戦争に歩兵第1旅団長として出征し、南山の戦いに参戦。1904年7月、陸軍中将となり、伏見宮貞愛親王の後任として第1師団長に就任。旅順攻囲戦の後に倒れ、1905年2月に遼陽で戦病死した。
その生前の功績により、1907年10月、二男松村務に男爵が追贈された。

## 栄典
位階
- 1894年（明治27年）7月20日 - 従五位[2]
- 1897年（明治30年）10月30日 - 正五位[3]
- 1902年（明治35年）12月10日 - 従四位[4]
- 1904年（明治37年）12月16日 - 正四位[5]
- 1905年（明治38年）2月4日 - 従三位[6]

勲章
- 1895年（明治28年）10月16日 - 旭日中綬章・功四級金鵄勲章[7]
- 1905年（明治38年）2月4日 - 勲一等旭日大綬章・功三級金鵄勲章[6]